# Halur metàl·lic
El halurs metàl·lics, en anglès:Metal halides, són compostos químics que es troben entre els metalls i els halògens. Alguns com el clorur de sodi són iònics, mentre d'altres estan units per enllaços covalents. Els halurs metàl·lics enllaçats per enllaços covalents poden ser molècules discretes, com l'hexafluorur d'urani, o poden tenir estructures polimèriques, com el clorur de pal·ladi.

Estructura cristal·lina del clorur de sodi
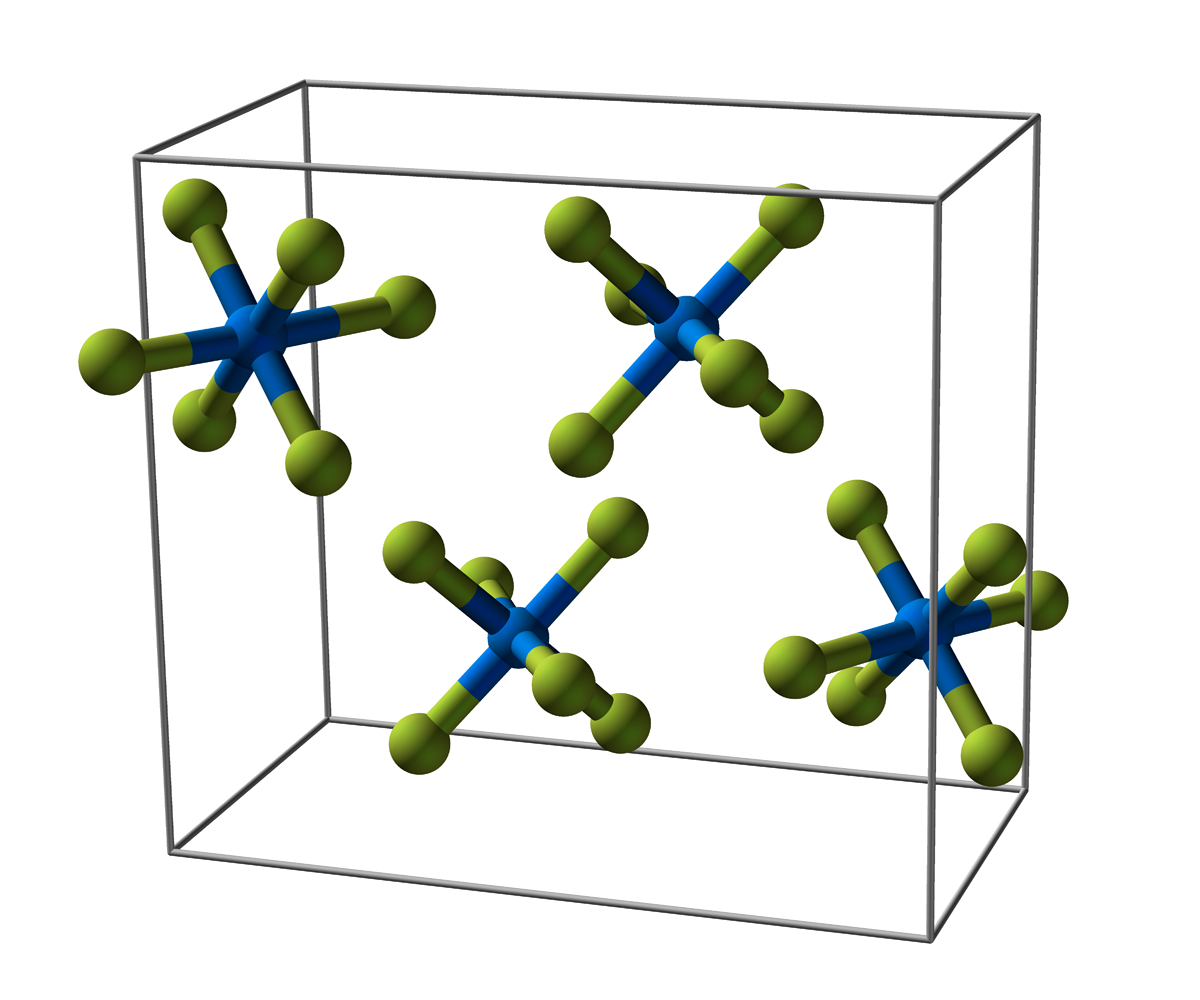
Molècules discretes de UF₆
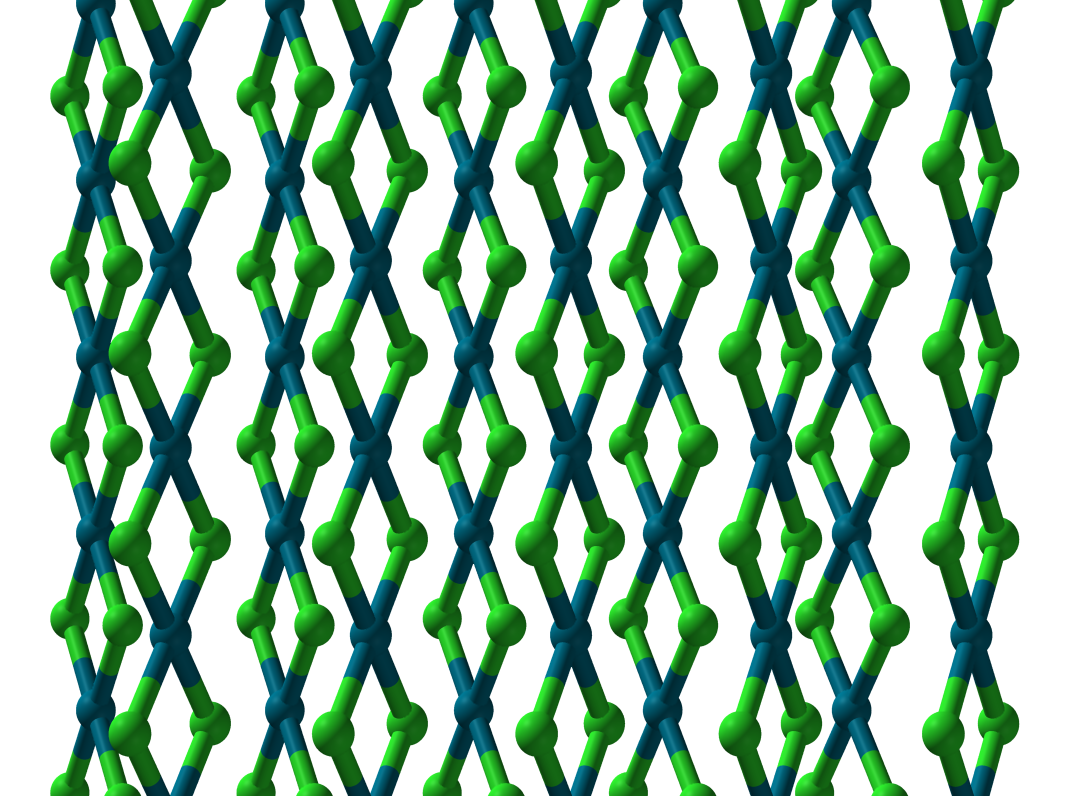
Cadenes infinites en clorur de pal·ladi

## Preparació

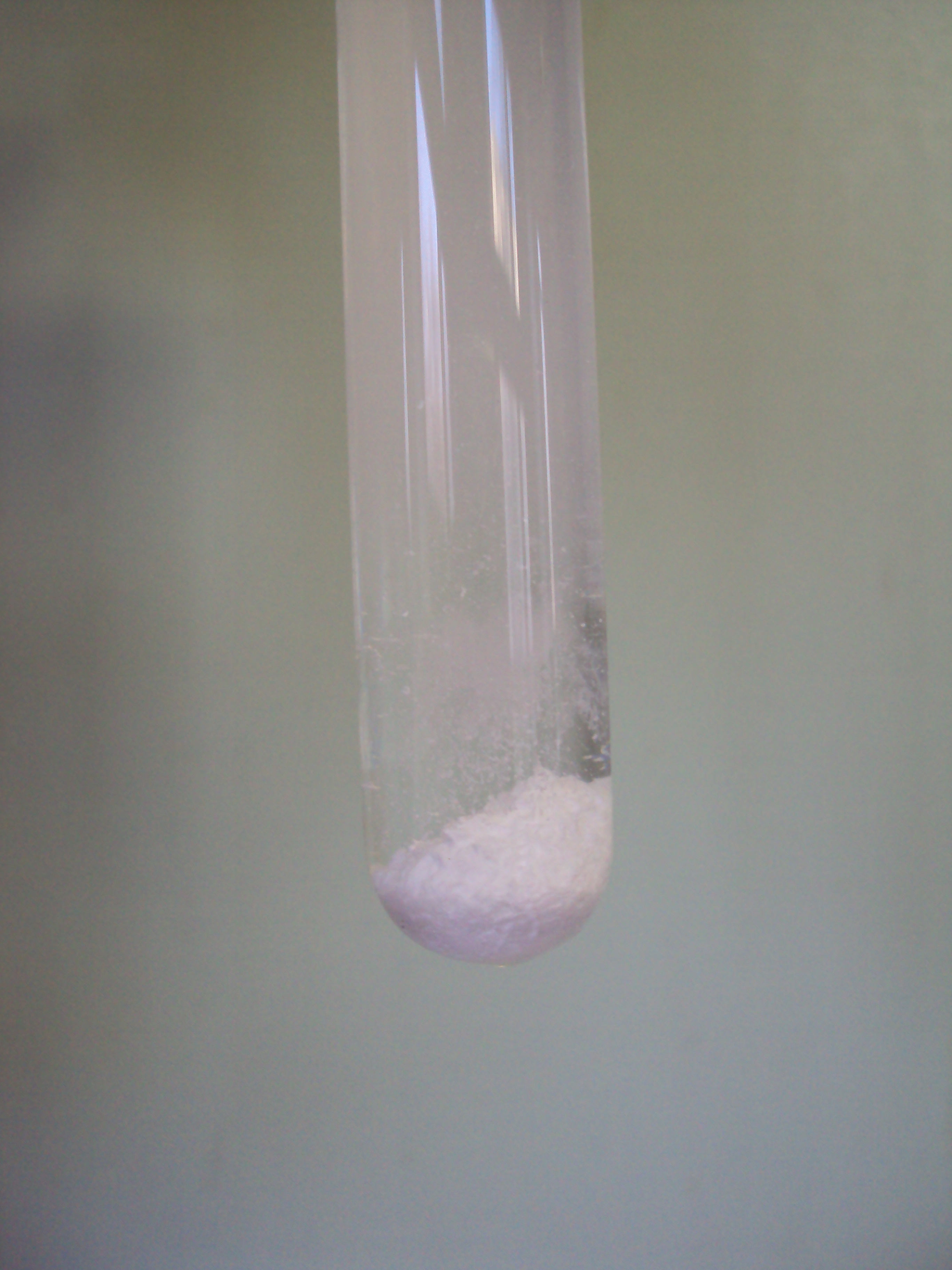
Una solució de nitrat d'argent afegida a la solució de clorur precipita instàntaniament com clorur d'argent

En principi, la majoria dels halurs meàl·lics es poden preparar per la combinació directa dels elements. Per exemple, tetraclorur d'estany:
Sn + 2 Cl₂ → SnCl₄
En la pràctica no es fa així per ser una reacció molt exotèrmica. Per exemple per a passar el clorur d'or(III) a clorur d'or(I):
AuCl₃ → AuCl + Cl₂ at 160 °C

## Aplicacions
La volatilitat dels complexos de tetraclorur i tetraiodur de Ti(IV) s'aprofita per a la purificació del titani mitjançant el Procediment Kroll i els procediments Van Arkel, respectivament.
També es fan servir com precursors en compostos inorgànics.